# Паразоа
Паразоа (Parazoa, наричат се и Паразои) се различават от своите хоанофлагелатни предшественици по това, че не са микроскопични и имат диференцирани клетки. Въпреки това, те са външна група на филогенетичното дърво на животните, защото не разполагат с тъкани. Единствените оцелели parazoa са водните гъби, които принадлежат към тип Porifera и един оцелял вид Trichoplax adhaerens, в тип Плакозоа.
Parazoa не показват симетрията на тялото (асиметрични), а всички други групи животни показват някаква симетрия. Съществуват около 5000 вида, от които 150 са сладководни. Ларвите са планктонни (свободно плаващи), а възрастни са полипни форми (прикрепени към субстрат).

## Родословие
Разделянето между Паразоа и Eumetazoa се оценява на 940 милиона години.
Групата parazoa сега се счита парафилетична и не е включена в най-модерните кладистични анализи. Понякога се счита за еквивалент на Porifera.
Някои авторите включват Placozoa, тип, който се състои от само един вид, Trichoplax adhaerens, но също така понякога се отделят в подцарство Agnotozoa.